# Helmut Strumpf
Helmut Strumpf (ur. 20 lutego 1951 w Colbitz) – wschodnioniemiecki zapaśnik walczący w stylu wolnym. Olimpijczyk z Montrealu 1976, gdzie zajął ósme miejsce w kategorii 62 kg.
Szósty na mistrzostwach świata w 1975. Wicemistrz Europy w 1975 roku.
Mistrz NRD w 1972, 1974 i 1979; drugi w 1971, 1975 i 1977; trzeci w 1973 roku.